# 강원국
강원국(姜元國, 1962년 7월 8일 ~ )은 대한민국의 작가이자 前 대통령 비서실 연설비서관이었다. 전라북도 전주 출신.

## 생애
대우그룹 홍보팀에서 일했으며, 국민의 정부 출범 후에는 공보실에서 일하면서, 주로 연설문을 작성하였다. 참여정부 인수위에 국민의 정부 연설문 담당으로 파견되었고, 대통령 취임식 당일 오찬 관련 축사를 준비한 것이 눈에 띄어, 참여정부에서도 연설 비서관을 맡아 활동하였다. 현재 전북대학교 교수로 재직 중이다.

## 학력
- 전주교육대학교 부속국민학교 (입학)
- 전주중앙국민학교 (전학)
- 전주풍남국민학교 (졸업)
- 전주동중학교
- 전주신흥고등학교
- 서울대학교 외교학과

## 경력
- 1990년 : 대우증권 근무
- 1997년 : 대우그룹 회장비서실
- 2000년 : 대통령비서실 공보수석실 행정관
- 2004년 : 대통령비서실 연설비서관
- 2008년 : 효성그룹 비서실 상무
- 2011년 : KG그룹 상무
- 2013년 : 메디치미디어 출판사 주간
- 2018년 : 전북대학교 교수

## 진행

### 라디오
- KBS 제1라디오 《지금 이 사람》 2021년 9월 27일 ~ 2023년 12월 29일

## 저서
- 《대통령의 글쓰기》. 메디치미디어. 2014년 2월 25일. ISBN 9788994612959
- 《회장님의 글쓰기》. 메디치미디어. 2014년 12월 10일. ISBN 9791157060221